# La Mesa (Colombia)
La Mesa è un comune della Colombia facente parte del dipartimento di Cundinamarca.
Il centro abitato venne fondato da Ramón Ibáñez, Laureano de Rojas e Joaquín de Lis nel 1777.